# Styrax formosanus
Styrax formosanus är en storaxväxtart som beskrevs av Jinzô Matsumura. Styrax formosanus ingår i släktet Styrax och familjen storaxväxter. Utöver nominatformen finns också underarten S. f. hirtus.